# Очурский сельсовет
Очурский сельсовет — сельское поселение в Алтайском районе Хакасии.
Административный центр — село Очуры.

## История
Статус и границы сельского поселения установлены Законом Республики Хакасия от 7 октября 2004 года № 66 «Об утверждении границ муниципальных образований Алтайского района и наделении их соответственно статусом муниципального района, сельского поселения»

## Население
| 2002  | 2010  | 2012  | 2013  | 2014  | 2015  | 2016  |
| ----- | ----- | ----- | ----- | ----- | ----- | ----- |
| 1973  | ↗2020 | ↗2061 | ↗2088 | ↘2060 | ↘1998 | ↗2022 |
| 2017  | 2018  | 2019  | 2020  | 2021  |       |       |
| ↗2023 | ↘1997 | ↘1971 | ↘1959 | ↘1599 |       |       |

## Состав сельского поселения
В состав сельского поселения входят 2 населённых пункта:
| № | Населённый пункт | Тип населённого пункта       | Население |
| - | ---------------- | ---------------------------- | --------- |
| 1 | Монастырка       | деревня                      | ↘21       |
| 2 | Очуры            | село, административный центр | ↗2067     |

## Местное самоуправление
Администрация
с. Очуры, Советская, 113
Глава администрации
- Тальянский Александр Леонидович